# Débarquement d'une mouche
Débarquement d'une mouche è un cortometraggio del 1897 diretto da Georges Hatot.

## Trama
Cortometraggio che documenta i passeggeri che scendono da una nave.